# Ruta de Illinois 78
La Ruta de Illinois 78, y abreviada IL 78 (en inglés: Illinois Route 78) es una carretera estatal estadounidense ubicada en el estado de Illinois. La carretera inicia en el sur desde la US 67  , IL 104   en Jacksonville hacia el norte en la WI 78     en Warren. La carretera tiene una longitud de 346,8 km (215.51 mi).

## Mantenimiento
Al igual que las autopistas interestatales, y las rutas federales y el resto de carreteras estatales, la Ruta de Illinois 78 es administrada y mantenida por el Departamento de Transporte de Illinois por sus siglas en inglés IDOT.